# Diggin’ in the Crates
Diggin’ in the Crates (Crew), kurz D.I.T.C., ist ein New Yorker Hip-Hop-Kollektiv, welches aus den Rappern Diamond D, Lord Finesse, Showbiz & A.G., O.C. (Omar Credle), Fat Joe, Buckwild und Big L besteht.
Diese Künstler genießen noch heute großen Respekt bei vielen Untergrund-Produzenten und -Fans, obwohl sie den Zenit ihrer Beliebtheit Mitte der 1990er Jahre überschritten. Dem breiten Publikum dürfte Fat Joe am besten bekannt sein, sowie Big L, der, nach Tupac Shakur und Notorious B.I.G., ein weiteres prominentes Opfer einer Schießerei wurde. Diamond D produzierte das erfolgreichste Album der The Fugees, The Score, mit.
Das erste Studio-Album, auf dem die ganze Crew vertreten war, das gleichnamige Album „D.I.T.C.“, veröffentlichten sie 2000. Zuvor waren sie auf einer zweiteiligen Serie von Live-Alben zu hören.

## Diskografie
- 1999: Thick (Single)
- 2000: All Love
- 2000: The Official Version
- 2000: Live At Tramps NY “In Memory Of Big L” Vol. 1
- 2000: Live At Tramps NY “In Memory Of Big L” Vol. 2
- 2000: D.I.T.C.
- 2001: D.I.T.C. Presents Wild Life
- 2001: Get Yours (Single)
- 2005: Street Talk
- 2007: Rare and Unreleased
- 2008: Essentials: Unreleased Classics
- 2008: The Movement
- 2009: Rare and Unreleased Vol. 2
- 2014: The Remix Project
- 2016: Sessions
- 2016: D.I.T.C. Studios
- 2019: D.I.T.C. Studios Vol. 2